# Edoardo Lamberti
Edoardo Lamberti (* 31. März 1895 in Turin, Italien; † 6. März 1968 in Rom, Italien) war ein italienischer  Kameramann beim heimischen, deutschen und portugiesischen Film.

## Leben und Wirken
Lamberti kam kurz nach Ende des Ersten Weltkriegs zur Turiner Filmproduktionsfirma Ambrosio und begann dort als einfacher Kameramann zu arbeiten. Bereits 1920 begann er seine Tätigkeit als Chefkameramann. Schon ein Jahr darauf verließ Lamberti seine italienische Heimat und ging – gemeinsam mit seinem Kollegen Giovanni Vitrotti und dem italienischen Schauspieler Luciano Albertini – nach Deutschland. Das Trio arbeitete bei Lambertis ersten beiden Filmen zusammen, den von Joseph Delmont inszenierten Abenteuergeschichten Julot, der Apache und Der König der Manege. Lamberti stand in der Folgezeit vor allem bei minder bedeutsamen Inszenierungen des Lamberti-Landsmannes Nunzio Malasomma und von dessen deutschen Kollegen Rudolf Walther-Fein, Max Obal und Victor Janson hinter der Kamera.
Beim deutschen Tonfilm fand Lamberti kaum mehr Arbeit, und so kehrte er nach einer Reihe von meist kurzen Dokumentarfilmen kurz nach Beginn des Zweiten Weltkriegs endgültig nach Italien zurück. Dort und in Portugal, wohin Lamberti seit 1948 regelmäßig zu Dreharbeiten reiste, wurde er nur noch für nahezu unbekannt gebliebene Spielfilme herangezogen. In späteren Jahren konzentrierte sich der aufgrund einer Erkrankung zeitweilig gelähmte Lamberti oft nur noch auf die Fotografie von Dokumentarfilmen.

## Filmografie
- 1920: La rondina
- 1921: L’immortale
- 1921: La madonna della Robbia
- 1921: Julot, der Apache
- 1921: Der König der Manege
- 1923: Im Rausche der Leidenschaft
- 1923: Das Spiel der Liebe
- 1924: Mister Radio
- 1924: Auf Befehl der Pompadour
- 1926: Jagd auf Menschen
- 1927: Rinaldo Rinaldini
- 1927: Ich habe im Mai von der Liebe geträumt
- 1927: Der größte Gauner des Jahrhunderts
- 1927: Der Bettelstudent
- 1927: Wochenendzauber
- 1927: Mein Freund Harry
- 1928: Dragonerliebchen
- 1928: Großstadtjugend
- 1928: Heiratsfieber
- 1928: Der moderne Casanova
- 1928: Der Unüberwindliche
- 1928: Die Zirkusprinzessin
- 1929: Das närrische Glück
- 1929: Es flüstert die Nacht …
- 1929: Der schwarze Domino
- 1929: Tempo! Tempo!
- 1929: Die fidele Herrenpartie
- 1930: Die Jagd nach der Million
- 1930: Der Korvettenkapitän
- 1934: Der blaue Diamant
- 1935: La luce del mondo
- 1936: O trevo de quatro folhas
- 1936/38: Olympia (zweiteiliger Dokumentarfilm)
- 1939: Alt-Berlin (Dokumentarkurzfilm)
- 1939: Wir fischten im nördlichen Eismeer (Dokumentarkurzfilm)
- 1941: C’é un fantasma nel castello
- 1941: La pantera nera
- 1943: Due cuori
- 1947: Un mese di onestà
- 1948: Serra Brava
- 1948: Uma vida para dois
- 1949: Cantiga da rua
- 1949: Heróis do mar
- 1949: A volta de José do Telhado
- 1950: Passione fatale
- 1950: Mater dei
- 1951: La valle di Caino
- 1952: O commissário de polícia
- 1954: Assi alla ribalta
- 1956: Vidas sem rumo
- 1957: Il sole tornerà
- 1959: O cantor e a bailarina
- 1959: A luz vem do alto